# مری-لوئیز پارکر
مری لوئیس پارکر (به انگلیسی: Mary-Louise Parker) (زاده ۲ اوت ۱۹۶۴) بازیگر آمریکایی است.
از فیلم‌های معروف او می‌توان به بازی در فیلم‌های اژدهای سرخ و آر.آی.پی.دی اشاره کرد.

## فیلم‌شناسی
فهرست برخی از فیلم‌هایی که مری-لوئیز پارکر در آنها به ایفای نقش پرداخته‌است:

### سینما
- همدم طولانی مدت (۱۹۸۹)
- نشانه‌های زندگی (۱۹۸۹)
- گوجه‌فرنگی‌های سبز سرخ‌شده (۱۹۹۱)
- گرند کنیون (۱۹۹۱)
- برهنه در نیویورک (۱۹۹۳)
- آقای شگفت‌انگیز (۱۹۹۳)
- گلوله‌ها بر فراز برادوی (۱۹۹۴)
- موکل (۱۹۹۴)
- بدون پسران زندگی معنا ندارد (۱۹۹۵)
- بی‌پروا (۱۹۹۵)
- تصویر یک بانو (۱۹۹۶)
- سازنده (۱۹۹۷)
- قتل در ذهن (۱۹۹۷)
- خداحافظ عاشق (۱۹۹۸)
- حواس پنج‌گانه (۱۹۹۹)
- بگذار شیطان سیاه بپوشد (۱۹۹۹)
- امید واهی (۲۰۰۲)
- اژدهای سرخ (۲۰۰۲)
- فرشتگان در آمریکا (۲۰۰۳)
- نجات‌یافته! (۲۰۰۴)
- عشق و سیگار (۲۰۰۵)
- ترور جسی جیمز به وسیله رابرت فورد بزدل (۲۰۰۷)
- افسانه‌های اسپایدرویک (۲۰۰۸)
- مرد منزوی (۲۰۰۹)
- زوزه بکش (۲۰۱۰)
- رد (۲۰۱۰)
- آر.آی.پی.دی (۲۰۱۳)
- رد۲ (۲۰۱۳)
- کریسمس در کانوی (۲۰۱۳)
- رفتار بد (۲۰۱۴)
- پسری به نام جیمز (۲۰۱۴)
- مزمن شهری (۲۰۱۶)
- خروجی‌های طلایی (۲۰۱۷)
- گنجشک سرخ (۲۰۱۸)
- همان طوفان (۲۰۲۱)
- سنکا (۲۰۲۳)
- حلقه زمان (۲۰۲۳)
- دارکوب زبله به اردوگاه می‌رود (۲۰۲۴)

### تلویزیون
- بال غربی (۲۰۰۱-۲۰۰۶)
- فرشتگان در آمریکا (۲۰۰۳)
- امتداد معجزه (۲۰۰۴)
- علف (۲۰۰۵-۲۰۱۲)
- عروس فریبکار (۲۰۰۷)
- فهرست سیاه (۲۰۱۴)
- هنگامی که ما برمی‌خیزیم (۲۰۱۷)
- میلیاردها (۲۰۱۷)
- آقای مرسدس (۲۰۱۷)